# Кума (приток Юронги)
Кума — река в России, протекает по Шарангскому району Нижегородской области и Юринскому району Республики Марий Эл. Устье реки находится в 14 км от устья Юронги по левому берегу. Длина реки — 41 км, площадь водосборного бассейна — 343 км². В 6,7 км от устья по левому берегу впадает река Аржеваж.
Исток реки находится в заболоченном лесу в 28 км к юго-западу от посёлка Шаранга. Река течёт на юг и юго-запад по заболоченному лесу. В среднем течении на берегу нежилой посёлок Кумский и жилой посёлок Кузьмино. Впадает в Юронгу выше деревни Козиково.
Исток реки находится в заболоченном лесу в 40 км к северо-востоку от посёлка Воскресенское. Река течёт на юго-запад по ненаселённому лесу. Впадает в Юронгу в деревне Малая Юронга близ границы с Республикой Марий Эл.

## Данные водного реестра
По данным государственного водного реестра России относится к Верхневолжскому бассейновому округу, водохозяйственный участок реки — Ветлуга от города Ветлуга и до устья, речной подбассейн реки — Волга от впадения Оки до Куйбышевского водохранилища (без бассейна Суры). Речной бассейн реки — (Верхняя) Волга до Куйбышевского водохранилища (без бассейна Оки).
Код объекта в государственном водном реестре — 08010400212110000043670.